# Ptilophora cartolarii
Ptilophora cartolarii är en fjärilsart som beskrevs av Wolfsberger 1961. Ptilophora cartolarii ingår i släktet Ptilophora och familjen tandspinnare. Inga underarter finns listade.